# Anton Maria Salvini
Anton Maria Salvini (Firenze, 12 gennaio 1653 – Firenze, 17 maggio 1729) è stato un grecista italiano.

## Biografia

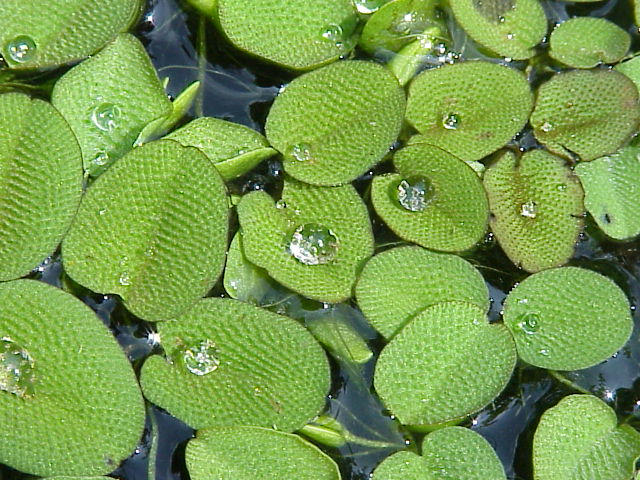
Foglie di Salvinia natans. Il naturalista Pier Antonio Micheli, nel 1729, dedicò a Salvini un'intera famiglia di piante: le Salviniaceae

Per assecondare i desideri del padre studiò Giurisprudenza all'Università di Pisa, ma poco dopo la laurea capì che la sua strada erano le lingue antiche e, sotto l'egida di Francesco Redi, si perfezionò in greco e in latino; imparò anche il francese e l'inglese, così come l'ebraico e lo spagnolo.
Nel 1677, grazie all'appoggio del cardinale Leopoldo de' Medici, sostituì lo scomparso Carlo Dati (alias Varrone Etrusco) alla cattedra di Lettere Greche presso lo Studio Fiorentino.
Come grecista, tra le sue traduzioni principali, si ricordano Della caccia e Della pesca di Oppiano, l'Iliade, l'Odissea, gli Inni e la Batracomiomachia di Omero, le Sentenze elegiache di Teognide, gli Amori di Abrocomo e d'Anzia di Senofonte Efesio, l'opera poetica di Anacreonte, L'Opere e i Frammenti di Esiodo, gli Inni orfici e quelli di Proclo, il Ciclope di Euripide.
Dal latino invece portò in fiorentino le Satire di Aulo Persio, e Della satirica poesia de' Greci e della Satira de' Romani di Isaac Casaubon.
Mentre dal francese è sua la traduzione di Idea della perfezione della pittura di Roland Fréart de Chambray, e dall'inglese la tragedia Catone di Joseph Addison.
Come scrittore e poeta non raggiunse mai i livelli di eccellenza delle sue traduzioni, soprattutto quelle dal greco, ma vanno comunque segnalate le Prose sacre scritte per espiare ad alcune sue versioni licenziose di versi latini e greci con soggetto Priapo.

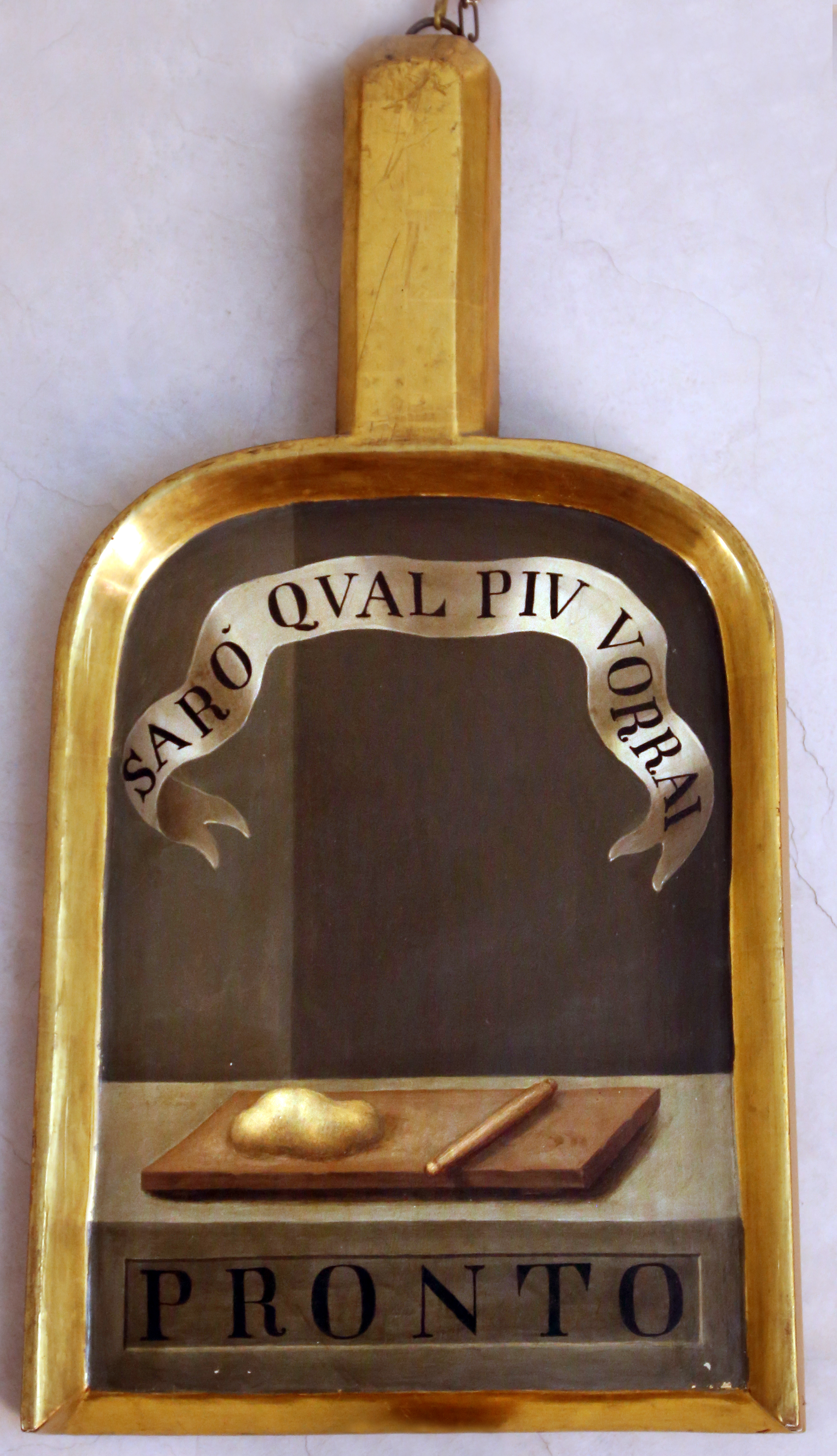
Pala di Anton Maria Salvini (Pronto) all'Accademia della Crusca

Per la sua erudizione letteraria e le trovate linguistiche delle sue traduzioni fu chiamato a diventare membro dell'Accademia della Crusca, di cui fu Arciconsolo nel 1693-1694. Contribuì alla redazione della quarta edizione del Vocabolario. In quanto linguista furono numerose le opere che gli fu chiesto di annotare, tra cui il Commento sopra la divina Comedia di Dante di Boccaccio.
Anton Maria Salvini ebbe veramente il titolo di abate (vedi le pubblicazioni coeve in occasione della sua morte, soprattutto Delle lodi dell'abate Anton Maria Salvini Orazione funerale di Marco Antonio de' Mozzi, pubblicata nel 1731); mentre il fratello Salvino Salvini aveva il titolo di abate e successivamente, dal 1721 fu canonico della Chiesa metropolitana fiorentina.
Sulle traduzioni di Salvini pesò a lungo la stroncatura di Ugo Foscolo, il quale, condannando agli inizi del XIX secolo tutta l'opera salviniana, salvò solo la sua versione degli Amori di Abrocomo e d'Anzia di Senofonte Efesio; «prosa tutta grazia, scappata come per miracolo delle Muse e d'Amore fuori del vaglio di quel cruscante.»
Scrive Salvini in una lettera allo scultore Antonio Montauti:
La fatica che un dura vien a farsi vieppiù con facilità, e si acquista sempre maggiore attitudine, si perfeziona la maniera ed il buon gusto. La bellezza e l'avvenenza passa colla gioventù; la virtù resta, che è una cosa più stabile e che accompagna sino alla vecchiezza. La virtù è una dote che dura e col tempo migliora, è una ricchezza che non ci può esser tolta, e chi l'ha, ha un gran tesoro. Miserabili quegli oziosi che non sanno come consumar la giornata! Gira, rigira, torna ne' medesimi luoghi, vengono a noia a se stessi e si procacciano miserie... Non ho fatto altro ancor io che studiare e lavorare, leggere, scrivere, ascoltare virtuosi; non sono mai stato un giorno ozioso: me ne trovo bene, e in questa parte non ho da rammaricarmi del tempo perso. Non è però ch'io mi sia seppellito affatto e ch'io non abbia goduto dei divertimenti, i quali servono a rifare l'uomo e rinfrancare lo spirito, perché seguiti con più lena e con più amore le sue fatiche. Non vi potrei mai dire quanto io adesso goda nell'intender meglio i libri di quello che non gl'intendeva avanti. Mi pareva d'intendere e non intendeva a un pezzo come andava inteso. Coll'andare in là sempre s'acquistano nuovi lumi, e l'uomo si trova in un paese nuovo di cognizioni, dove non s'attendeva mai d'entrare. Il profitto non si conosce subito. Un albero si trova cresciuto e non si sa come né per qual via. Così uno studia, lavora, suda, veglia, fatica e appena gli pare d'imparare; anzi alle volte facendo conto da un giorno all'altro gli parrà d'imparare a sdimenticarsi, ma a capo all'anno se ne avvede che viene a sapere più degli anni passati a cagione della fatica durata giornalmente.

## Opere
- Anton Maria Salvini, Discorsi Accademici, vol. 1, Venezia, appresso Angelo Pasinelli, 1735.
- Anton Maria Salvini, Discorsi Accademici, vol. 2, Venezia, appresso Angelo Pasinelli, 1735.
- Anton Maria Salvini, Discorsi Accademici, vol. 3, Venezia, appresso Angelo Pasinelli, 1735.
- Discorsi Accademici
- Prose Sacre
- Sonetti

### Traduzioni
- Teocrito, Opere
- Oppiano, Della caccia e della pesca